# Rita Ernst

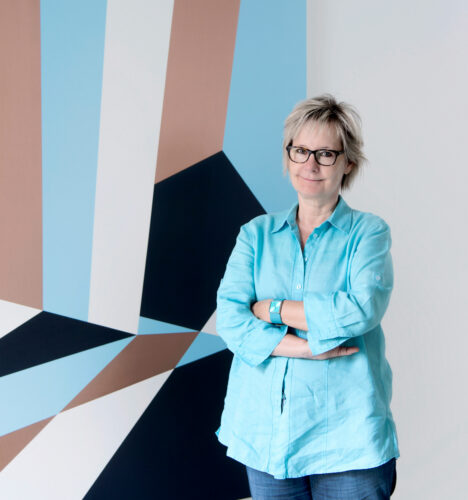
Künstlerin Rita Ernst mit einem Bild aus ihrer Serie „Neue Weite“

Rita Ernst (* 23. März 1956 in Windisch AG) ist eine Schweizer Künstlerin.

## Leben und Wirken

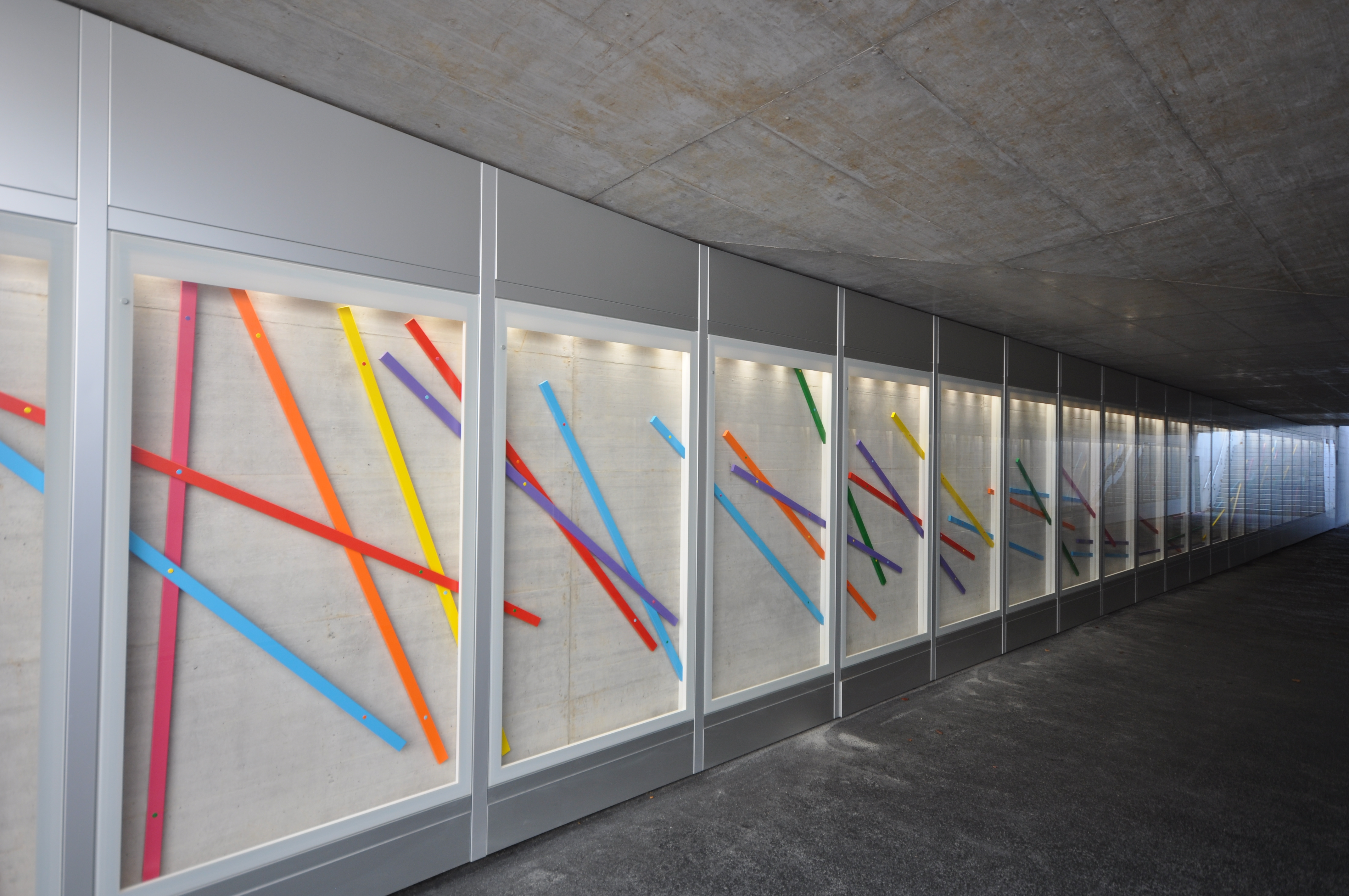
„Bolero“ (2013) von Rita Ernst, Unterführung Bebauung Sihlufer (Zürich)

Rita Ernst besuchte von 1973 bis 1976 die Schule für Gestaltung Basel. 1982 erfolgte ihr Atelieraufenthalt in der Cité internationale des arts in Paris. 1983/1984 war sie an der Seite ihres Vaters, dem Steinbildhauer Othmar Ernst († 2006) bei der Restaurierung der Klosterkirche Königsfelden beschäftigt. 1987/1988 folgte ihr Aufenthalt am Istituto Svizzero di Roma. Seit Mitte der 1990er Jahre hat sie neben Zürich in Trapani auf Sizilien einen zweiten Wohnort.
Rita Ernst arbeitet in den Medien Malerei, Grafik und Zeichnung. Sie gestaltet Reliefs, Objektkunst, Installationen, Konzeptkunst und Kunst am Bau.

## Auszeichnungen
- 2006: Preis der Fontana-Gränacher-Stiftung[2][3]
- 1996: Erster Preis Trevi Flash Art Museum, Trevi, Italien.
- 1990: Conrad-Ferdinand-Meyer-Preis
- 1979: Eidgenössisches Stipendium für Angewandte Kunst

## Ausstellungen (Auswahl)

### Einzelausstellungen
- 2013: Konstruktive Weite. Museum Chasa Jaura, Valchava.[4][5] (Eröffnungsrede: Iso Camartin)
- 2011/2012: Unterwegs im Kosmos. Museum Ritter, Waldenbuch.[6]

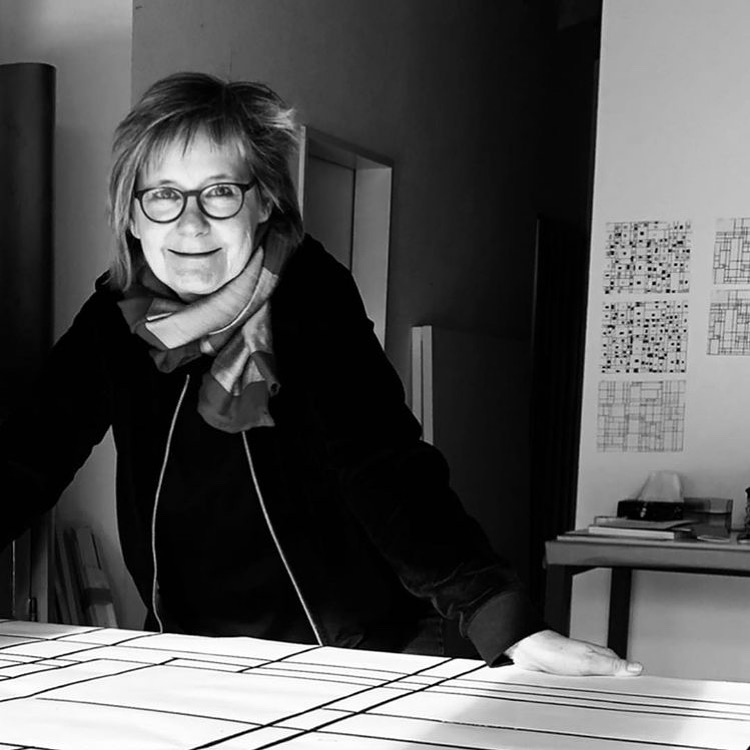
Rita Ernst, 2021

- Rita Ernst, 20212010: Projekt Mies van der Rohe. Mies van der Rohe Haus, Berlin.[7][8]
- 2009/2010: Die Intuition der Logik. / Malerei konkret. Haus Konstruktiv, Zürich.[9] (Bilder, Zeichnungen, Collagen)

### Gruppenausstellungen
- 2010/2011: Ganz konkret. Haus Konstruktiv, Zürich. (Mit Werken von Max Bill, Camille Graeser, Gottfried Honegger, Johannes Itten, Verena Loewensberg, Richard Paul Lohse u. a.)
- 2009/2010: Konkret. Die Sammlung Heinz und Anette Teufel. Kunstmuseum Stuttgart (Werke von Max Bill, Rita Ernst und Richard Paul Lohse.)
- 1992: Rhythmen I – XVI. Kunsthaus Zürich.[10]
- 2017: Rot kommt vor Rot, Sammlungspräsentation Museum Ritter, Waldenbuch[11][12], Waldenbuch (mit u. a. Karl-Heinz Adler, Bernard Aubertin, Jakob Bill, Ad Dekkers, Günter Fruhtrunk, Rupprecht Geiger, Kuno Gonschior, Camille Graeser, Gotthard Graubner, Katharina Hinsberg, Johannes Itten, Rudolf Jahns, Thomas Lenk, El Lissitzky, Gerold Miller, Vera Molnár, François Morellet, Aurélie Nemours, Georg Karl Pfahler, Iwan Albertowitsch Puni, Alexander Rodtschenko, Karl Peter Röhl, Diet Sayler, Regine Schumann, HD Schrader, Nikolai Suetin, Ilja Grigorjewitsch Tschaschnik, Günther Uecker, Timm Ulrichs, Peter Weber, Birgitta Weimer)

### Werke im öffentlichen Raum
- Städtisches Steueramt, Zürich (100-teilige Reliefarbeit, 1986)
- Universität Zürich (1993)
- Universitätsspital Zürich (1981)

### Werke in öffentlichen Sammlungen
- Aargauer Kunsthaus
- Graphische Sammlung der ETH Zürich
- Mondrianhuis, Ammersfoort
- Kunst(Zeug)Haus, Rapperswil-Jona

## Rezeption
Literatur
- Der Schriftsteller Gerold Späth hat zu einem ihrer Bücher einen Kurzroman beigetragen.[13][14] Rita Ernst ihrerseits hat zu Späths Projekt Die handgeschriebenen Bücher einen bildnerischen Betrag geleistet.[15][16]

Musik
- Der Komponist Heinz Marti (* 1934) wurde durch Ernsts Zustände I–IX  (1996 gezeigt in der Kunsthalle Winterthur) angeregt zu gleichnamigen Kompositionen für Violoncello, Vibraphon und Schlagzeug.[17] Unter dem Titel Mistura Siciliana schuf er 2003 eine Musik für Flöte, Mandoline und Schlagwerk zu ihrem Bilderzyklus Progetto Siciliano.[18]

## Publikationen
- Marli Hoppe-Ritter u. a.: Rita Ernst. Unterwegs im Kosmos. Das Wunderhorn, Heidelberg 2011, ISBN 978-3-88423-387-0.
- Rita Ernst: Projekt Mies van der Rohe. Form + Zweck, Berlin 2010, ISBN 978-3-935053-33-4.